# Vomito Negro

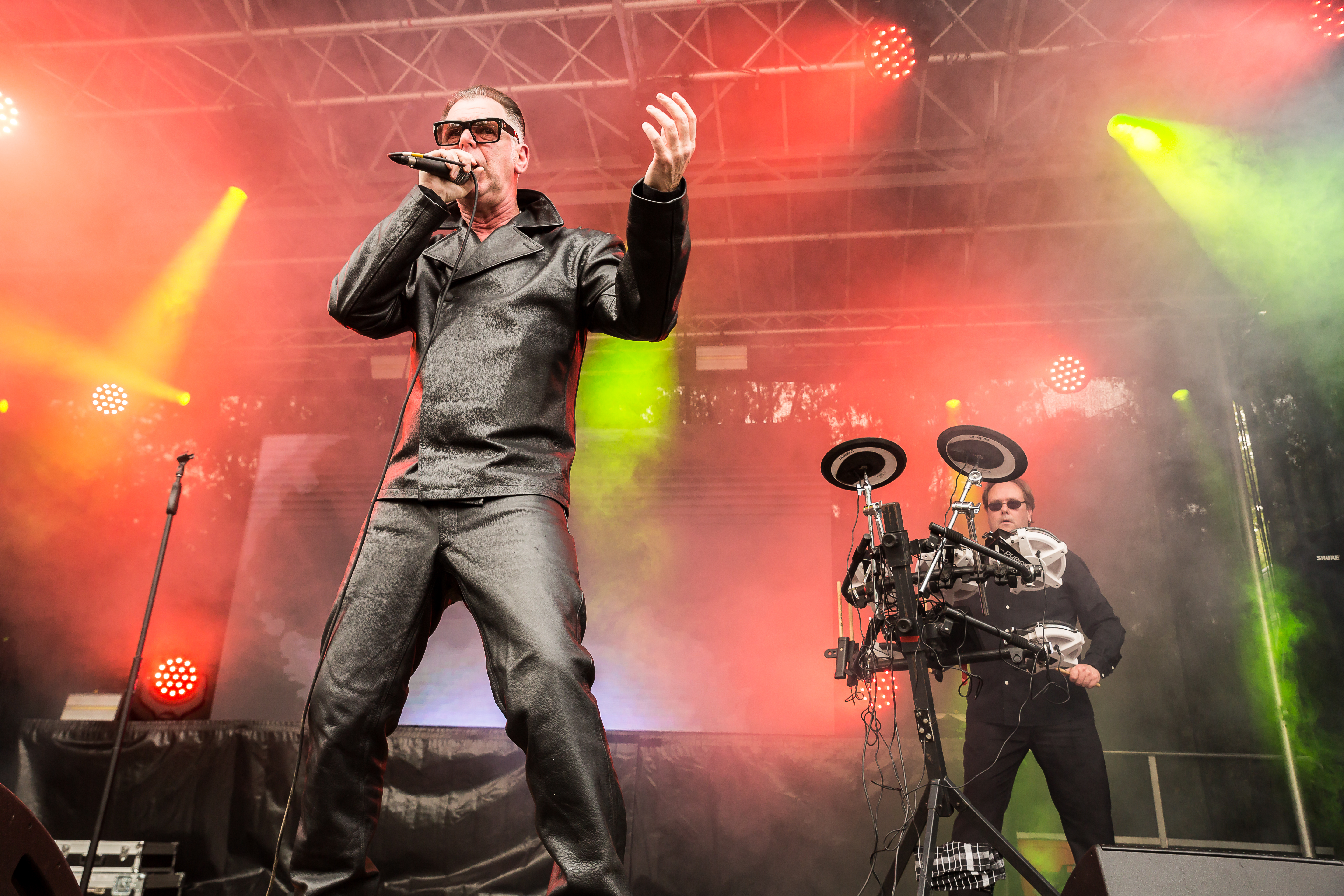
Vomito Negro au Nocturnal Culture Night. Le 16 novembre 2023.

Vomito Negro est un groupe belge de musique électro-industrielle et EBM, formé en 1983.

## Biographie
Le nom d'origine hispanique évoque le « vomi noir », symptôme qui apparaît dans la dernière phase de la fièvre jaune. Le style dark du groupe s'inspire de Cabaret Voltaire et Kraftwerk.
Actif depuis 1993, Vomito Negro recueille de nombreux succès d'albums, avant que le projet ne soit mis en veilleuse par Gin Devo, qui décide d'investir son énergie et sa créativité dans un nouveau projet baptisé "Pressure Control". Guy Van Mieghem quittera ensuite le groupe.
En 2008, Gin Devo décide de réanimer Vomito Negro, avec la participation de BORG, également membre de Pressure Control, et se produit lors du BIM Festival d'Anvers la même année.
Vomito Negro se produit dans de nombreux festivals : WGT (2014), E-tropolis (2015), W-Festival (2017), Familientreffen (2018).
Un nouvel album, annoncé en avril 2017, est attendu pour 2017. En 2021, Vomito Negro sort l'album Entitled composé de titres inédits composés pendant les années 1980 et remasterisés par Gino Devo.

## Membres
- Gino De Vos (Gin Devo)
- Mario Varewijck
- Guy Van Mieghem
- Geert De Wilde
- Peter Van Bogaert
- BORG
- Samdevos
- Sven Kadanza

## Discographie
- Vomito Negro (1985)
- 1988 : Dare (KK Records)Side A

1. Monday
2. Dare

Side B
1. The New Force
2. 'Fire Burns
3. Children Of Today

- Stay Alive (1987)
- 1989 : Musical Art Conjunct Of Sound, par Vomito Negro & Liquid G.

1. Insubordinate
2. A Poem Of Us
3. Return Of The Cicade
4. Intensive Care
5. Shitstirrer
6. Out Of Countenance
7. Why
8. Monday
9. The Limit

- 1989 : ShockSide A

1. Baby Needs Crack
2. Erection
3. The Tale
4. Humiliation

Side B
1. No Hope No Fear
2. Shock
3. Chicago Cave
4. From Above

- Human (1990)
- Save the World (1990)
- The New Drug (1991)
- Compiled (1992)
- Wake Up (1992)
- Musical Art Conjunct of Sound (2000)
- Fireball (2002)
- Skull & Bones (2010)
- Slave Nation(EP) (2011)
- Fall of an Empire (2013)
- Death Sun (2014)
- Black Plague (programmé pour octobre 2017)
- Entitled (2021)